# Вентурелла, Алессандро
Алессандро «Alex» Вентурелла (итал. Alessandro Venturella) — британский музыкант, который принимал участие в качестве гитариста в британской метал группе Krokodil. Ранее он ремонтировал гитары в гастролях для Mastodon‘s Brent Hinds, Coheed & Cambria, и Fightstar, сейчас он является басистом группы Slipknot.

## Slipknot
В октябре 2014 года вокалист группы Slipknot Кори Тейлор был удивлён тем фактом, что Вентурелла был обнаружен играющим на бас-гитаре в клипе к песне «The Devil In I». Уникальное тату на правой руке Вентуреллы выдало его, несмотря на то, что все музыканты были одеты в маски и капюшоны. Тейлор сказал о Вентурелле и новом барабанщике следующее: «Они ещё не официальные члены группы, но они люди, которые играют с группой. Время покажет, смогут ли они стать полноправными членами группы или нет. Пока они играют хорошо и нам нравится выступать с ними». 25 октября Вентурелла впервые выступил с группой на Knotfest 2014.
3 Декабря 2014 года бывший барабанный техник Slipknot опубликовал фото-список группы на время тура, показывающий, что басист Вентурелла и барабанщик Джей Вайнберг действительно являются новыми участниками группы.
2 августа во время одного из концертов в поддержку пятого альбома группы Вентурелла почувствовал себя плохо, после чего был госпитализирован. Обследование музыканта показало сильное обезвоживание. Через несколько дней Алекс продолжил гастроли с группой.

### Маска
Так как Алессандро Вентурелла на данный момент является, как и Джей Вайнберг, временным участником, то их маски практически идентичны. Она представляет собой тканевую маску, закрывающую лицо и надеваемую поверх чёрного подшлемника. На рту находится молния, а на лбу девятиконечная звезда (один из логотипов Slipknot). Во время тура по Северной Америке в 2016 году Алекс носил маску без подшлемника. Начиная с Knotfest 2016 он её немного изменил, добавив пару шрамов. Для шестого альбома Алессандро видоизменил свою маску – теперь она отдает дань уважения прошлому бас-гитаристу, отсылкой на свинью. Также стали присутствовать разные узоры, напоминающие китайскую культуру.

## Дискография
В группе Cry for Silence
- Through The Precious Words (2001)
- The Longest Day (2004)
- The Glorious Dead (2008)

В группе Krokodil
- Shatter / Dead Man’s Path Ltd. 7 (2014)
- Nachash (2014)

В группе Slipknot
- .5: The Gray Chapter (2014)
- We Are Not Your Kind (2019)
- The End, so Far (2022)